# (1465) Autonoma
(1465) Autonoma es un asteroide que forma parte del cinturón de asteroides y fue descubierto por Arthur Arno Wachmann el 20 de marzo de 1938 desde el observatorio de Hamburgo-Bergedorf, Alemania.

## Designación y nombre
Autonoma recibió inicialmente la designación de 1938 FA.
Más adelante, se nombró así por la Universidad Autónoma de El Salvador.

## Características orbitales
Autonoma orbita a una distancia media del Sol de 3,026 ua, pudiendo alejarse hasta 3,568 ua. Tiene una inclinación orbital de 9,927° y una excentricidad de 0,1792. Emplea 1923 días en completar una órbita alrededor del Sol.